# Resolution 1996 des UN-Sicherheitsrates
Die Resolution 1996 des Sicherheitsrats der Vereinten Nationen wurde am 8. Juli 2011 einstimmig verabschiedet und betraf die Friedensmission der Vereinten Nationen im Südsudan und Sudan (UNMISS).
Nachdem er die Unabhängigkeit des Südsudan vom Sudan begrüßt hatte, richtete der UN-Sicherheitsrat die Mission UNMISS auf Grund der Resolution 1996 für einen Zeitraum von zunächst einem Jahr ein. Die Mission wurde 2012 durch die Resolution 2057 des UN-Sicherheitsrates verlängert. Im Februar 2023 betrug die gesamte Personalstärke dafür 17.982.

## Resolution
In der Präambel der Resolution 1996 betonte der Sicherheitsrat die Bedeutung eines umfassenden Konzepts zur Friedenskonsolidierung. Das Konzept geht auf die dem Konflikt zugrunde liegenden Ursachen und die sich gegenseitig verstärkenden Grundsätze von Sicherheit und Entwicklung ein. Der Rat bedauerte das Fortbestehen des Konflikts und seine Auswirkungen auf die Zivilbevölkerung. Er betonte gleichzeitig die Bedeutung der Friedenskonsolidierung nach dem Konflikt, insbesondere durch die Stärkung der nationalen Institutionen.
Gleichzeitig riefen die Ratsmitglieder zur Zusammenarbeit zwischen der UNMISS und anderen friedenserhaltenden Operationen in der Region, den Organisationen der Vereinten Nationen und anderen Organisationen auf. So sollte die Friedenskonsolidierung nach dem Konflikt umgesetzt werden. Der Rat erinnerte auch an verschiedene Vereinbarungen zwischen der sudanesischen Regierung und der Sudanesischen Volksbefreiungsarmee/-bewegung (SPLA/M) über den Status von Abyei, die Grenzsicherheit und die Sicherheit in den Staaten Blauer Nil und Südkordofan.